# Нефедьєво
Нефедьєво (рос. Нефедьево) — село у Красногорському районі Московської області Російської Федерації.

## Розташування
Село Нефедьєво входить до складу міського поселення Нахабіно, воно розташоване на північ від селища Нахабіно, поруч із Волоколамським шосе. Найближчі населені пункти, Нахабіно, Козино, Желябіно.

## Населення
Станом на 2010 рік у селі проживало 16 людей.